# Chimarra pondoensis
Chimarra pondoensis är en nattsländeart som beskrevs av Barnard 1941. Chimarra pondoensis ingår i släktet Chimarra och familjen stengömmenattsländor. Inga underarter finns listade i Catalogue of Life.